# Педро Вальяна
Педро Вальяна (ісп. Pedro Vallana Jeanguenat; 29 листопада 1897, Гечо, Країна Басків, Іспанія — 4 липня 1980, Монтевідео, Уругвай) — іспанський футболіст, що грав на позиції захисника. По завершенні ігрової кар'єри — футбольний арбітр і тренер. Срібний медаліст Олімпіади-1920.

## Спортивна кар'єра
Протягом всієї футбольної кар'єри захищав кольори одного клуба — «Аренаса» (Гечо). Тричі грав у фіналах національного кубка. У 1917 і 1925 роках його команда поступилася «Мадриду» і «Барселоні», а єдиний успіх припав на 1919 рік. Тоді, у додатковий час була здобута переконлива перемога над найсильнішим каталонським клубом (5:2, хет-трик на рахунку Фелікса Сесумаги).
1920 року була створена національна збірна, яка поїхала на Олімпійський турнір до Антверпена.  За першим офіційним матчем проти данців Педро Вальяна стостерігав з лави запасних, а в наступному — проти бельгійців — замінив в основі Луїса Отеро. Всього на турнірі провів чотири гри, у тому числі і в матчі за «бронзу» проти голландців (3:1). Міжнародний олімпійський комітет дискаліфікував збірну Чехословаччини, яка вважала упередженим суддівство у фіналі турніру, а срібні нагороди отримали іспанці.
Брав участь і в наступних двох Олімпіадах (1924, 1928), але там його команда не змогла втрутитися у боротьбу за нагороди. Саме на змаганнях в Амстердамі провів свій останній, дванадцятий, матч у футболці національної команди, який завершився переконливою перемогою над мексиканцями (7:1).
У першій загальноіспанській першості виконував обов'язки граючого тренера. В Прімері зіграв лише один матч — 17 лютого 1929 року проти барселонської «Європи» (2:5). Наприкінці цього сезону дебютував у чемпіонаті як футбольний арбітр: обслуговував поєдинок столичного «Атлетіко» і барселонської «Європи». За вісім сезонів провів у елітній лізі іспанського футболу 33 матчі.
Влітку 1936 року в Іспанії розпочалася громадянська війна і футбольне життя зупинилося. Протягом 1937—1938 років був головним тренером збірної Країни Басків, яка проводила турне по країнам Європи та Південної Америки і допомагала коштами постраждалим у цій війні. 15 липня баски провели поєдинок у Києві з «динамівцями». Гра завершилася перемогою гостей з рахунком 3:1; хет-триком відзначився Ісідро Лангара, а єдиний м'яч у господарів забив Віктор Шиловський.
У другій половині 1938 року команда Басконії приїхала до Аргентини, де мала попередні домовленості про декілька матчів з провідними клубами. Але аргентинський уряд вирішив не загострювати відносин з генералом Франко і заборонив своїм командам грати з піренейцями. У басків закінчилися кошти і це спровокувало внутрішній конфлікт у збірній. Щоб не загострювати ситуацію, Педро Вальяна пішов з посади головного тренера. Далі їх шляхи розійшлися — команда через Кубу повернулася до Мексики, де під назвою «Депортіво Еускаді» стала віце-чемпіоном 1939 року. Педро Вальяна поїхав до Уругваю. Працював спортивним оглядачем в одній з столичним газет і продовжував виходити на футбольне поле як головний арбітр у матчах чемпіонату Уругваю.

## Досягнення
- Срібний олімпійський призер: 1920

 Кубок Іспанії
- Переможець (1): 1919
- Фіналіст (2): 1917, 1925

## Статистика
Статистика виступів за збірну:
| Дата       | Місто         | Господарі  | Результат | Гості    | Турнір                         | Голи | Примітки     |
| ---------- | ------------- | ---------- | --------- | -------- | ------------------------------ | ---- | ------------ |
| 29/08/1920 | Антверпен     | Бельгія    | 3 – 1     | Іспанія  | ОІ 1920 - чвертьфінал          | -    |              |
| 01/09/1920 | Антверпен     | Іспанія    | 2 – 1     | Швеція   | ОІ 1920 - Consolazione 1 turno | -    |              |
| 02/09/1920 | Антверпен     | Італія     | 0 – 2     | Іспанія  | ОІ 1920 - Consolazione semif.  | -    | кап.         |
| 05/09/1920 | Антверпен     | Нідерланди | 1 – 3     | Іспанія  | ОІ 1920 - Фінал 2º-3º posto    | -    | '2º posto'   |
| 30/04/1922 | Бордо         | Франція    | 0 – 4     | Іспанія  | товариський матч               | -    |              |
| 28/01/1923 | Сан-Себастьян | Іспанія    | 3 – 0     | Франція  | товариський матч               | -    |              |
| 04/02/1923 | Антверпен     | Бельгія    | 1 – 0     | Іспанія  | товариський матч               | -    |              |
| 25/05/1924 | Коломб        | Італія     | 1 – 0     | Іспанія  | ОІ 1924 - Turno eliminatorio   | -    | кап. автогол |
| 27/09/1925 | Відень        | Австрія    | 0 – 1     | Іспанія  | товариський матч               | -    | кап.         |
| 19/12/1926 | Віго          | Іспанія    | 4 – 2     | Угорщина | товариський матч               | -    | кап.         |
| 08/01/1928 | Лісабон       | Португалія | 2 – 2     | Іспанія  | товариський матч               | -    |              |
| 30/05/1928 | Амстердам     | Іспанія    | 7 – 1     | Мексика  | ОІ 1928 - 1/8 фіналу           | -    | кап.         |
| Усього     |               | Матчів     | 12        |          | Голів                          | 0    |              |